# Мазараки
Мазараки — дворянский род польского происхождения, восходящий к XVII веку.
Одна его ветвь осталась на Украине после её присоединения к России. Из неё происходил генерал-лейтенант артиллерии Семён Семёнович (1787—1854), с отличием служивший в войну 1812. Старший в роде из его потомков именовался Мазараки-Дебольцев.
Род Мазараки был внесён в родословные книги дворян Царства Польского и в VI, I и II части дворянских родословных книг Киевской, Черниговской, Екатеринославской, Полтавской и Бессарабской губерний (Гербовник, VIII, 129 и XIII, 49).

## Описания гербов
В щите, имеющем голубое поле изображено сияющее солнце.
Щит увенчан дворянским шлемом с дворянскою на нём короною и со страусовыми перьями. Намёт на щите голубой, подложенный золотом. Герб рода Мазараки (Мазаракии) внесён в Часть 8 Общего гербовника дворянских родов Всероссийской империи, стр. 129.
Щит лазоревого цвета поделён на четыре части золотым с широкими концами крестом. В первой и четвёртой частях золотое с человеческим лицом солнце. Во второй и третьей частях выходящее из боков щита стропило, состоящее из золотого, червлёного, чёрного и серебряного цветов. Под ним раскрытая серебряная книга.
Над щитом два коронованных дворянских шлема. Нашлемники: правого шлема — три страусовых пера, из коих среднее — золотое, а крайние — лазоревые; левого шлема — между двух чёрных орлиных крыльев, с наложенной на каждом золотой шестиконечной звездой, три страусовых пера, из коих среднее — золотое, правое — червлёное, а левое — чёрное. Намет: справа — лазоревый с золотом, слева — лазоревый с серебром. Щитодержатели: два золотых коня с чёрными глазами, языками и копытами. Девиз: «ВСЕМ СВЕТЯТ» золотом на лазоревой ленте.
Герб рода Мазаракия-Дебольцевых внесён в Часть 13 Общего гербовника дворянских родов Всероссийской империи, стр. 49.

## Носители фамилии
- Мазараки, Андриан Семёнович (1835—1906) — российский музыкант и меценат.
- Мазараки, Егор Иванович — Георгиевский кавалер; майор; № 7469; 12 января 1846.
- Мазараки, Семён Семёнович (1787—1854)  — Георгиевский кавалер; капитан, позже генерал-лейтенант артиллерии; № 2822; 6 февраля 1814.